# 刘镛
劉鏞（1826年—1899年），名介康，字冠軍，一字貫經，浙江湖州府烏程縣南潯人，清末巨商，以经营辑里丝出口致富。

## 生平
刘镛的祖先在清朝康熙年间从浙江上虞县迁居到南浔，祖、父辈均受雇于丝行。1826年（道光六年），刘镛出生在南浔。1841年进入布庄帮工，因见丝行利润较高，次年改入谈德昌丝行，1846年，自办“刘恒顺”丝行，“不数年业翔起，当同治初，已殖财数十万，号巨富”。1863年，又涉足盐业。刘镛的财产到1890年代已经达到2000万两，位居“南浔四象”之首。
1885年，刘镛59岁开始修建私家园林小莲庄，东有占地十亩的荷花池，西为家庙，家庙前的两道“乐善好施”牌坊建于1893年，为光绪帝钦准修建，表彰1889年刘镛救济浙江大水的功劳。

## 家庭
劉鏞共有3位夫人（沈氏、宋氏、唐氏），生有3个女儿和4个儿子。
- 長子劉安瀾（號紫洄，1857-1885），附貢生，以劉錦藻長子劉承幹為嗣子。
- 次子劉錦藻（原名安江，字澂如，1862—1934），劉鏞四弟劉鏘嗣子。光緒二十年（1888）甲午恩科進士，工部郎中，儒商、詩人。光緒十一年（1885）建小莲庄。立貽德堂。娶金桐之女。有十子九女。
- 三子劉安泩（字淵叔，號梯青，1876-1950），廩貢生，候选直隶州知州。父卒候继承上海鸿仁里房产。建宅于南浔东街花园弄口，又名红房子，立崇德堂。继娶上海宁波籍房地产大亨周湘云之妹。
- 四子劉安溥（字和盞，號湖涵，1891-1974），太學生，候补道员。立景德堂。富收藏。沪上有大量钱庄和房地产，委托族人劉安人、劉承棫父子代管。

孙辈中有藏书家劉承幹、摄影家劉旭滄、科学家劉承桓、实业家劉厚臣等。